# Tōyako, Hokkaidō
Tōyako (洞爺湖町 Tōyako-chō) là thị trấn thuộc huyện Abuta, phó tỉnh Iburi, Hokkaidō, Nhật Bản. Tính đến ngày 1 tháng 10 năm 2020, dân số ước tính thị trấn là 8.442 người và mật độ dân số là 47 người/km2. Tổng diện tích thị trấn là 180,54 km2.